# Довгополый, Савелий Денисович
Саве́лий Дени́сович Довгопо́лый (1906—1945) — Гвардии старший сержант Рабоче-крестьянской Красной Армии, участник Великой Отечественной войны, Герой Советского Союза (1943).

## Биография
Савелий Довгополый родился 18 декабря 1906 года в селе Карабиновка (ныне — Павлоградский район Днепропетровской области Украины) в крестьянской семье. Окончил шесть классов школы, после чего работал заведующим складом карабинов, заведующим складом конторы «Заготзерно». В июне 1941 года Довгополый был призван на службу в Рабоче-крестьянскую Красную Армию. С августа того же года — на фронтах Великой Отечественной войны. Принимал участие в боях на Брянском, Резервном, Западном, Центральном, 1-м Украинском фронтах. К августу 1943 года гвардии старший сержант Савелий Довгополый командовал миномётным расчётом 10-го гвардейского стрелкового полка 6-й гвардейской стрелковой дивизии 60-й армии Центрального фронта. Отличился во время освобождения Сумской области Украинской ССР и битвы за Днепр.
В районе села Окоп Ямпольского района Довгополый проделал проходы во вражеском минном поле, обезвредив 98 мин. 30 сентября 1943 года под вражеским огнём он первым вместе с расчётом переправился через Днепр в районе села Плютовище Чернобыльского района Киевской области и миномётным огнём уничтожил большое количество живой силы противника. Действия Довгополого и его расчёта способствовали успешному захвату плацдарма советской пехотой.
Указом Президиума Верховного Совета СССР от 16 октября 1943 года за «образцовое выполнение боевых заданий командования на фронте борьбы с немецкими захватчиками и проявленные при этом мужество и героизм» гвардии старший сержант Савелий Довгополый был удостоен высокого звания Героя Советского Союза с вручением ордена Ленина и медали «Золотая Звезда» за номером 1800.
22 марта 1945 года младший лейтенант Довгополый погиб в бою в ходе форсирования Нейсе. Был похоронен в районе города Жары, в 1946 году перезахоронен в родном селе.

## Награды
Был также награждён орденами Красного Знамени и Славы 3-й степени, медалью «За оборону Москвы».

## Память
В честь Довгополого названы улица, школа и установлен памятник в Карабиновке.